# Прушинек
Прушинек (пол. Pruszynek) — село в Польщі, у гміні Седльці Седлецького повіту Мазовецького воєводства.
Населення — 247 осіб (2011).
У 1975-1998 роках село належало до Седлецького воєводства.

## Демографія
Демографічна структура станом на 31 березня 2011 року:
|          | Загалом | Допрацездатний вік | Працездатний вік | Постпрацездатний вік |
| -------- | ------- | ------------------ | ---------------- | -------------------- |
| Чоловіки | 124     | 30                 | 85               | 9                    |
| Жінки    | 123     | 26                 | 74               | 23                   |
| Разом    | 247     | 56                 | 159              | 32                   |